# Vespadelus regulus
Vespadelus regulus és una espècie de ratpenat de la família dels vespertiliònids. És endèmic del sud d'Austràlia, incloent-hi l'illa de Tasmània. Té una gran varietat d'hàbitats naturals, incloent-hi boscos esclerofil·les secs i humits, matollars, matollars i boscos temperats mixtos. També se'l troba a les zones agrícoles i urbanes amb vegetació És una espècie en risc mínim, és a dir, no sembla que hi hagi cap amenaça significativa per a la seva supervivència. El seu nom específic, regulus, significa «reietó» en llatí).

## Reproducció
Les femelles pareixen una sola cria després d'un període de gestació d'uns tres mesos.